# Tin Tokić
Tin Tokić, né le 29 décembre 1985 à Koper en Yougoslavie (aujourd'hui en Slovénie), est un handballeur Italo-Croate. Actuellement il joue dans le club français Soultz Bollwiller Handball.

## Biographie
En 2012, il signe un contrat de 2 ans au Pays d'Aix UCH en provenance du club espagnol de BM Valladolid Mais après seulement 10 matchs joués pour 14 buts marqués, il est prêté en janvier 2013 pour 6 mois à l'ES Besançon en Pro D2. Il reste la saison suivante à Besançon. Puis en 2014, il prend la direction de la Roumanie et le Știința Dedeman Bacău pour un contrat de 2 ans. Mais dès février 2015, il rejoint le club suisse du TV Möhlin. En 2019 il rejoint le club français Soultz Bollwiller Handball. Mais dès la fin de l'année 2019, il quitte le Soultz Bollwiller Handball